# Franz Eduard Erpf
Franz Eduard Erpf (San Gallo, 16 febbraio 1807 – San Gallo, 22 gennaio 1851) è stato un imprenditore e politico svizzero.

## Biografia
Figlio di Georg Heinrich Erpf, lattoniere e apprettatore, studiò diritto a Gottinga, Monaco e Heidelberg, conseguendo il dottorato nel 1829. Rilevò e diresse, insieme a suo fratello, l'azienda paterna di apprettatura a San Gallo e ne aprì una seconda a Weissenau, in Alta Svevia. Nel 1832 sposò Elisabetha Gradmann, figlia di Johann Georg Gradmann, di Leutkirch, capitano al servizio della corona britannica.
Liberale, fu membro del Gran Consiglio di San Gallo dal 1835 al 1843 e dal 1845 al 1847. Fu presidente della commissione cantonale delle poste dal 1836 al 1843 e della corte di cassazione cantonale dal 1840 al 1843. Fece parte del Consiglio di Stato sangallese dal 1849 al 1851, dove fu a capo del Dipartimento dell'interno, e del Consiglio nazionale dal 1848 al 1851. Si distinse in particolare per il lavoro svolto a favore dello sviluppo delle poste.